# Записки по българските мафии
„Записки по българските мафии“ е български телевизионен игрален филм (криминално-приключенски) от 1994 година по сценарий на Валентин Пламенов и Георги Гълов. Режисьор Николай Антонов-Шуши, а оператор Антон Евлогиев. Художник е Боряна Елимова. 

## Актьорски състав
| В главните роли      | Изпълнител          |
| -------------------- | ------------------- |
| Кръстника            | Стефан Данаилов     |
| слепеца              | Стоян Алексиев      |
| алчния               | Антон Радичев       |
| падрето              | Стойно Добрев       |
| Кръстьо              | Петър Добрев        |
| съпругата на Кръстьо | Ина Попова          |
| големия бодигард     | Астор               |
| малкия бодигард      | Васил Василев-Зуека |
| касиер               | Христо Руков        |
| певеца               | Васко Кръпката      |
| заекващия            | Боян Иванов         |
|                      | Подуене блус бенд   |
|                      | балет Дива          |